# Pipri
Pipri é uma cidade e uma nagar panchayat no distrito de Sonbhadra, no estado indiano de Uttar Pradesh.

## Geografia
Pipri está localizada a 24° 11′ N, 83° 00′ L. Tem uma altitude média de 210 metros (688 pés).

## Demografia
Segundo o censo de 2001, Pipri tinha uma população de 13,213 habitantes. Os indivíduos do sexo masculino constituem 55% da população e os do sexo feminino 45%. Pipri tem uma taxa de literacia de 72%, superior à média nacional de 59.5%: a literacia no sexo masculino é de 80% e no sexo feminino é de 63%. Em Pipri, 15% da população está abaixo dos 6 anos de idade.